# Danmarks Svømmepiger
Danmarks Svømmepiger er en dansk dokumentarfilm fra 1939.

## Handling
Ragnhild Hveger og Inge Sørensen samt Inge Beeken følges i deres svømmetræning. Hveger og Inger Sørensen interviewes af Gunnar Hansen.

## Medvirkende
- Gunnar Nu Hansen
- Ragnhild Hveger
- Inge Sørensen